# Aaron Gate
Aaron Gate, född 26 november 1990 i Auckland, Nya Zeeland, är en nyzeeländsk cyklist som tog OS-brons i lagförföljelsen vid de olympiska cyklingstävlingarna 2012 i London.